# 変曲点

y = x3 のグラフは (0, 0) に変曲点（停留点でもある）をもつ。

x が −π/4 から 5π/4 までの f (x) = sin(2x) のグラフと接線。接線の色は、曲線が凸（曲線が接線の上）のときは青、凹（曲線が接線の下）のときは緑、変曲点では赤。
● 変曲点： x = 0, π/2, π.
これらは、f の2階導関数 f ″(x) = −4sin(2x) = 0 の解である。

3次多項式 x^{3} − 3x^{2} − 144x + 432（黒線）とその1階導関数（赤）および2階導関数（青）の零点、転換点、停留点、変曲点、凹凸。

実解析における変曲点（へんきょくてん、英: inflection point、point of inflection、flex、inflection、inflexion）は、連続な平面曲線上の点で、その点において曲線が凹（上に凸）から凸（下に凸）へまたはその逆へ変化するものをいう。

## 定義
変曲点は、その曲線の曲率が符号を変える点である。
微分可能関数 f が (x,  f (x) ) に変曲点をもつための必要十分条件は、1階導関数 f ′ が x において孤立した極値をもつことである（これは f が極値をとるといっているのではないことに注意する）。「孤立した」というのは、x の適当な近傍において、唯一 x だけで f ′ が極大値または極小値をとるようにできることを意味する。f のすべての極値が孤立しているならば、f のグラフ上の点で接線がその点でグラフと交叉している点が変曲点である。
- 2回微分可能な関数の場合、変曲点はその関数のグラフ上の点で、2階導関数がその点に孤立した零点をもち、かつその点の前後で2階導関数が符号を変えるような点である。
- 代数曲線に対しては、非特異点が変曲点となる必要十分条件は、接線と曲線との（接点における）交わりの重複度が 2 より大きい奇数となることである[3]。
- 曲線が媒介変数表示で与えられているときも、変曲点は、曲率がその点の前後で符号を変える点である。

## 変曲点の分類
下降変曲点は導関数が極小値をとる変曲点をいい、上昇変曲点は導関数が極大値をとる変曲点をいう。
変曲点は f ′(x) がその点で零かどうかで分類できる:
- f ′(x) が零ならば、その点は停留変曲点[6]という。
- f ′(x) が零でないならば、その点は非停留変曲点[7]という。

停留変曲点は極値をとらない。より一般に、実多変数関数の文脈において、極値点でない停留点は鞍点と呼ばれる。停留変曲点の例は、y = x3 のグラフにおける点 (0, 0) である。この点での接線は x 軸であり、グラフはこの点で接線の両側の二つに分けられる。
非停留変曲点の例は、y = x3 + ax（a ≠ 0 は任意）のグラフにおける点 (0, 0) である。このグラフの原点における接線は直線 y = ax であり、この点でグラフは接線の両側に分けられる。
考える曲線が2回連続微分可能な関数 y = f (x) である場合には、f の2階導関数が零となる点であって、かつその点の前後で2階導関数の符号が変化するような点ということができる。2階導関数が零となってもその前後で符号が変化しないような点は起伏点と呼ぶこともある。
変曲点は、代数幾何学においてはもう少し一般的に、接線と3次以上の接触をもつような正則点として定義される。4次以上の接触をもつときは、起伏点または超変曲点と呼ぶ。

## 必要条件と十分条件
変曲点が存在するための必要条件

y = x^{4} – x は (0, 0) における2階微分係数が零となるが、3階微分係数も同じく零であり、4階微分係数が最初の非零高階微分係数となるから、変曲点でない。

- f の2階微分係数が点 x0 において存在し、x0 が変曲点であるならば、f ″ (x0) = 0 が成り立つ。

ただし、これは（任意階数の微分係数が存在する場合でさえ）変曲点をもつための十分条件とはならない。変曲点をもつためには、さらに（2階より上の）零でない微分係数で最も階数の低いものが奇数階でなければならない。最も低い非零微分係数の階数が偶数階のときには、その点は変曲点ではなくて、起伏点になる。ただし、代数幾何学においては、ここでいう変曲点と起伏点の両者を合わせて「変曲点」と呼ぶのが通例である。起伏点の例として、f (x) = x4 で与えられた関数 f に対する x = 0 が挙げられる。
上の注意において、f が x において十分多くの非零高階微分係数をもつと仮定したことは、この場合の必要条件ではない。いまの場合において、非零微分係数の最も低い階数が奇数であることは、x の近傍において x の前後で f ′ (x) の符号が変わらないことを意味するから、この符号が正ならば上昇変曲点、負ならば下降変曲点となる。
変曲点が存在するための十分条件
1. f (x) が適当な点 x の近傍で k-回連続的微分可能（ただし、k ≥ 3 は奇数であるとき、f (n)(x0) = 0 (∀n = 2, ..., k − 1) かつ f (k)(x0) ≠ 0 ならば、f (x) は x0 に変曲点をもつ。
2. x の適当な近傍において f ″ (x + ε) と f ″ (x − ε) との符号が逆になるならば、f は変曲点をもつ[11]。

## 不連続関数の場合
変曲点をもたずに凸性が変化する関数もある。実際、不連続点や垂直漸近線の前後で凸性は変化しうる。例えば、逆数関数 x ↦ 1⁄x は負の x に対して凹かつ正の x に対して凸となるが、0 は定義域に含まないから変曲点をもたない。